# Afrolimnophila irrorata
Afrolimnophila irrorata là một loài ruồi trong họ Limoniidae. Chúng phân bố ở miền Tân bắc.